# Jasna Góra (Domaradz)
Jasna Góra – część wsi Domaradz w Polsce, położona w województwie podkarpackim, w powiecie brzozowskim, w gminie Domaradz. 
Wchodzi w skład sołectwa Domaradz.
W latach 1975–1998 Jasna Góra należała administracyjnie do województwa krośnieńskiego.